# Serge Avédikian
Serge Avédikian (em armênio/arménio:  Սերժ Ավետիքյան; Erevã, 1º de dezembro de 1955) é um ator francês de origem armênia.

## Primeiros anos
Seus pais nasceram na França, filhos de sobreviventes do genocídio armênio. Em 1947, influenciados pela propaganda de Josef Stalin e Maurice Thorez, eles partiram para se juntar à pátria, onde Avédikian frequentou a escola francesa de Erevã. Aos quinze anos, junto com sua família, voltou para a França. Ele estreou no palco na faculdade, na companhia de teatro amadora de seu professor.

## Prática profissional
Depois de estudar no Conservatório de Artes Dramáticas de Meudon (França), chegou a Paris em 1971 onde trabalhou com os alunos do Conservatório de Paris. Em 1976, criou uma companhia de teatro e produziu várias peças. Ao mesmo tempo, ele seguiu carreira como ator de teatro, cinema e televisão. Em 1988, fundou sua própria produtora, mas continua dirigindo filmes.